# Московський мул

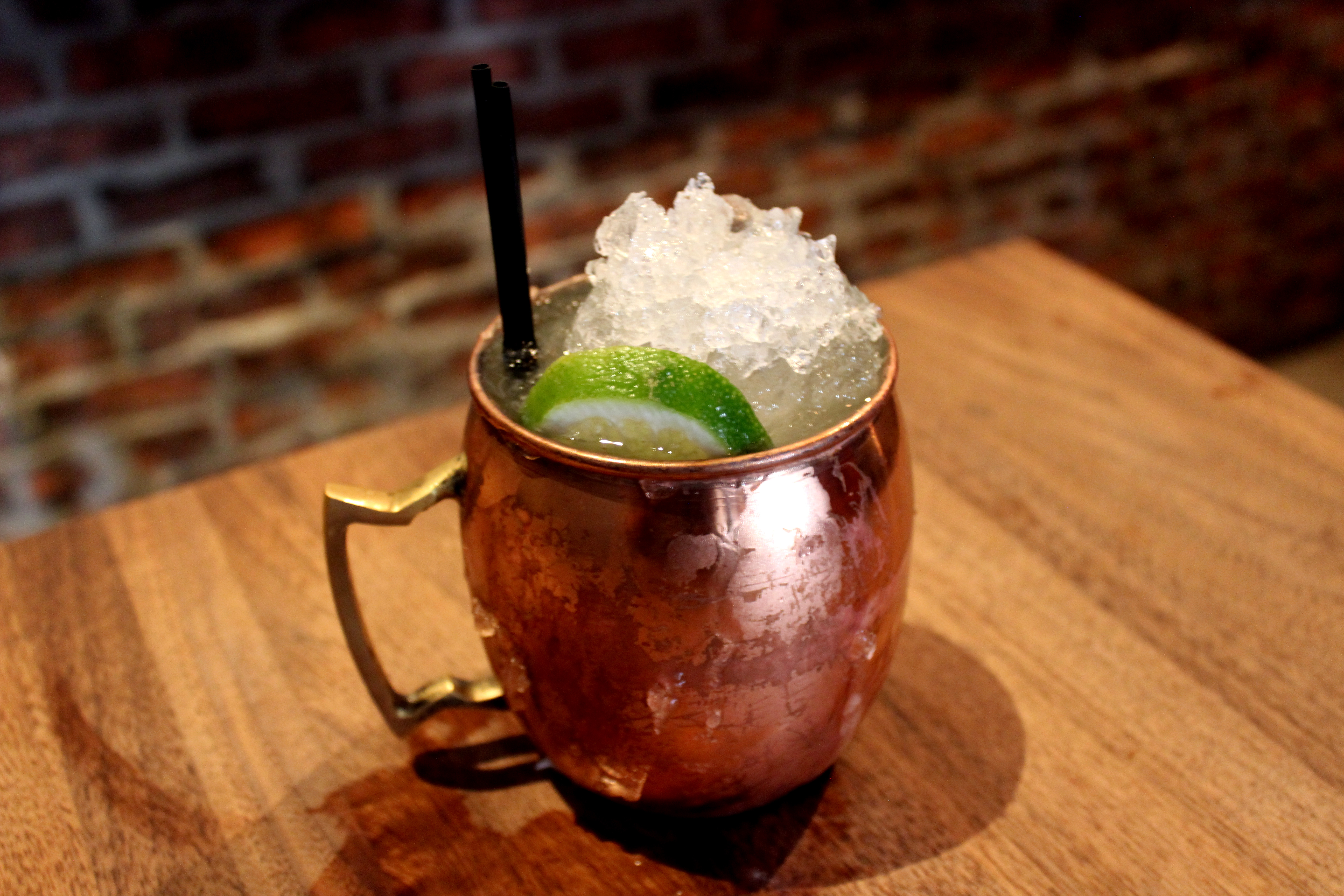
Коктейль «Московський мул»

Московський мул (англ. Moscow Mule, також упертюх) — коктейль на основі горілки, імбирного елю і лайма, який подають у мідному кухлі. Популярність набирав після початку буму споживання горілки в США в 1950-х роках. Назва пов'язана з асоціацією горілки і російської культури серед американців. Класифікується як лонґ дрінк (англ. long drink). Належить до офіційних напоїв Міжнародної асоціації барменів, категорія «Сучасна класика» (англ. Contemporary classics).(Придумав совладелець компанії Smirnoff та його подруга)

## Спосіб приготування
Склад коктейлю «Moscow Mule»:
- горілка — 45 мл (4,5 cl),
- імбирного елю — 120 мл (12 cl),
- соку лайма — 5 мл (0,5 cl) та скибочки лайма.